# Arne Andersson (företagsledare)
Arne Rudolf Andersson, född 15 oktober 1903 i Göteborg, död 24 december 1976 i Landskrona, var en svensk företagsledare. 
Andersson, som var son till sjöingenjör Ernst Andersson och Bertha Eriksson, utexaminerades från Chalmers tekniska institut 1928. Han blev arbetsstudieingenjör på AB Original-Odhner i Göteborg 1928, på Nydqvist & Holm AB i Trollhättan 1938, på AB Scania-Vabis i Södertälje 1939, överingenjör på AB Thulinverken i Landskrona 1945 och var verkställande direktör där från 1954.